# Związek gmin Steinlach-Wiesaz
Związek gmin Steinlach-Wiesaz – związek gmin (niem. Gemeindeverwaltungsverband) w Niemczech, w kraju związkowym Badenia-Wirtembergia, w rejencji Tybinga, w regionie Neckar-Alb, w powiecie Tybinga. Siedziba związku znajduje się w miejscowości Gomaringen.
Związek zrzesza trzy gminy wiejskie:
- Dußlingen, 5 571 mieszkańców, 13,06 km²
- Gomaringen, 8 598 mieszkańców, 17,30 km²
- Nehren, 4 272 mieszkańców, 8,58 km²